# TAF13
TAF13 (англ. TATA-box binding protein associated factor 13) – білок, який кодується однойменним геном, розташованим у людей на короткому плечі 1-ї хромосоми.  Довжина поліпептидного ланцюга білка становить 124 амінокислот, а молекулярна маса — 14 287.
| 10         |  | 20         |  | 30         |  | 40         |  | 50         |
| ---------- |  | ---------- |  | ---------- |  | ---------- |  | ---------- |
| MADEEEDPTF |  | EEENEEIGGG |  | AEGGQGKRKR |  | LFSKELRCMM |  | YGFGDDQNPY |
| TESVDILEDL |  | VIEFITEMTH |  | KAMSIGRQGR |  | VQVEDIVFLI |  | RKDPRKFARV |
| KDLLTMNEEL |  | KRARKAFDEA |  | NYGS       |  |            |  |            |

A: Аланін

C: Цистеїн

D: Аспарагінова кислота

E: Глутамінова кислота

F: Фенілаланін

G: Гліцин

H: Гістидин

I: Ізолейцин

K: Лізин

L: Лейцин

M: Метіонін

N: Аспарагін

P: Пролін

Q: Глутамін

R: Аргінін

S: Серин

T: Треонін

V: Валін

Задіяний у таких біологічних процесах як транскрипція, регуляція транскрипції. 
Локалізований у ядрі.